# 그레이트비터호
그레이트비터 호는 수에즈 운하 한가운데 있는 호수이다. 수에즈 운하에는 갑문이 없으며, 바닷물이 양쪽 바다에서 그레이트 비터 호수로 자유로이 흘러들어온다. 그래서 레셉스의 이주라는 홍해와 지중해 사이에 생물이 이주하는 현상이 일어난다.
고대부터 수에즈 지협에 운하를 건설할 때 건설 비용을 절감할 수 있는 유용한 경유지로 각광받은 장소이다. 원래는 담수호였지만 수에즈 운하가 건설되면서 염호가 되었다.

## 같이 보기
- 팀사 호